# Montfoort
Montfoort é um município dos Países Baixos, situado na província da Utreque. Tem 38,20 km² de área e sua população em 2020 foi estimada em 13.889 habitantes.